# La Baroche
La Baroche ist eine politische Gemeinde im Distrikt Porrentruy  des Kantons Jura in der Schweiz.
Sie ist auf den 1. Januar 2009 aus den ehemaligen Gemeinden Asuel, Charmoille, Fregiécourt, Miécourt und Pleujouse entstanden. Die Gemeindeverwaltung von La Baroche befindet sich in Charmoille.
Nachbargemeinden von La Baroche sind Pleigne, Bourrignon, Boécourt, Clos du Doubs, Cornol, Alle und Vendlincourt im Kanton Jura sowie Levoncourt, Oberlarg und Lucelle im angrenzenden Frankreich.

## Einzelnachweise

Luftbild, von vorne nach hinten: Pleujouse, Fregiécourt, Miécourt (1950)